# Ars-les-Favets
 Ars-les-Favets  es una población y comuna francesa, situada en la región de Auvernia, departamento de Puy-de-Dôme, en el distrito de Riom y cantón de Montaigut.

## Demografía
| 349 | 322 | 283 | 247 | 214 | 218 |
| Para los censos de 1962 a 1999 la población legal corresponde a la población sin duplicidades (Fuente: INSEE [Consultar]) |     |     |     |     |     |